# 広島県道336号津江郷原線
広島県道336号津江郷原線（ひろしまけんどう336ごう つえごうはらせん）は、広島県東広島市から呉市に至る一般県道である。

## 概要
東広島市黒瀬町津江から呉市郷原町に至る。

### 路線データ
- 起点：東広島市黒瀬町津江（広島県道34号矢野安浦線交点）
- 終点：呉市郷原町（郷原バス停前交差点、国道375号交点）
- 総延長：5.0 km

## 歴史
- 1990年（平成2年） - 路線認定。

## 路線状況
起点 - 東広島市黒瀬町兼沢間はかつて広島県道34号矢野安浦線だった。よって、1990年（平成2年）までは広島県道336号兼沢郷原線だった。
- 全般的に狭い。

### 橋梁
- 玉月橋（イラスケ川、東広島市）
- 新林渡橋（黒瀬川、呉市）

## 地理

### 通過する自治体
- 東広島市
- 呉市

### 交差する道路
| 交差する道路                     | 市町村名 | 交差する場所 | 交差する場所              |
| -------------------------------- | -------- | ------------ | ------------------------- |
| 広島県道34号矢野安浦線           | 東広島市 | 黒瀬町津江   | 起点                      |
| 国道375号 / E75 東広島呉自動車道 | 東広島市 | 黒瀬町津江   | [ 注釈 1 ]                |
| 国道375号                        | 呉市     | 郷原町       | 郷原バス停前交差点 / 終点 |

### 沿線
- 呉市 郷原市民センター郷原支所（終点付近）
- 呉市立郷原小学校（終点付近）